# Rotație stelară

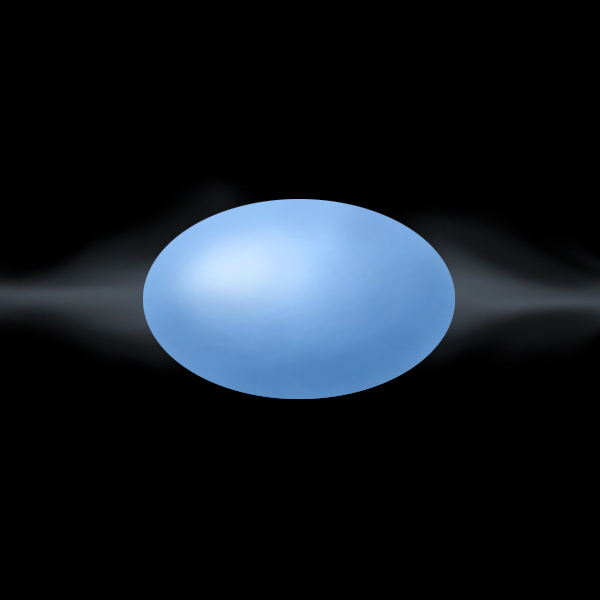
Această ilustraţie arată aspectul turtit al stelei Achernar, cauzată de rotația sa stelară rapidă.

Rotația stelară este mișcarea angulară a unei stele în jurul propriei axe. Rata rotației poate fi măsurată de la spectrul stelei, sau prin cronometrarea mișcărilor active care au loc la suprafață.